# Горавицы
Гора́вицы — деревня в Смоленской области России, в Глинковском районе. По состоянию на 2007 год постоянного населения не имеет.. Расположена в центральной части области в 8 км к северо-востоку от села Глинка, в 13 км западнее автодороги Р137 Сафоново — Рославль. В 9 км южнее деревни железнодорожная станция 524-й км на линии Смоленск — Сухиничи. Входит в состав Глинковского сельского поселения.

## История
В годы Великой Отечественной войны деревня была оккупирована гитлеровскими войсками в июле 1941 года, освобождена в ходе Ельнинско-Дорогобужской операции в 1943 году. В августе 1941 года в районе деревни проходили ожесточённые бои между 129-й стрелковой дивизией 20-й армии СССР и 263-й пехотной дивизией немецкой армии.